# Sức khỏe sinh sản
Theo Tổ chức Y tế thế giới (WHO) sức khỏe sinh sản là trạng thái khỏe mạnh về thể chất, tinh thần và hòa hợp xã hội về tất cả các phương diện liên quan đến hệ thống sinh sản trong suốt các giai đoạn của cuộc đời. Chăm sóc SKSS là một tập hợp các phương pháp, kỹ thuật và dịch vụ nhằm giúp cho con người có tình trạng SKSS khỏe mạnh thông qua việc phòng chống và giải quyết những vấn đề liên quan đến SKSS. Điều này cũng bao gồm cả sức khỏe tình dục với mục đích nâng cao chất lượng cuộc sống và mối quan hệ giữa con người với con người mà không chỉ dừng lại ở chăm sóc y tế và tư vấn một cách đơn thuần cho việc sinh sản và những nhiễm trùng qua đường tình dục.

## Tại Việt Nam
Sự phát triển của xã hội cũng đồng thời tạo ra những thách thức, đặc biệt trong lĩnh vực chăm sóc sức khỏe sinh sản (SKSS). Thanh niên vị thành niên được coi là đối tượng dễ bị tổn thương nhất trong xã hội đã trở thành nhóm mục tiêu của các hoạt động thông tin, giáo dục, truyền thông (IEC) về SKSS ở Việt Nam. Thanh niên Việt Nam ngày nay đã có sự thay đổi về tập quán và văn hóa, như lập gia đình ở độ tuổi muộn hơn và gia tăng quan hệ tình dục trước hôn nhân.
Thiếu số liệu điều tra về các trường hợp viêm nhiễm lây truyền qua đường tình dục (STIs) đã gây khó khăn cho việc lập báo cáo chính xác, tuy nhiên trong một nghiên cứu được thực hiện vào năm 1997 đã ước tính rằng sự lây lan của các viêm nhiễm lây truyền qua đường tình dục đã tăng lên 10 lần trong thập kỷ qua. Dường như tình trạng này đã không được cải thiện, đặc biệt là trong điều kiện hiện nay khi mà số công nhân lao động nhập cư sống xa nhà, xa người thân đang làm tăng nguy cơ lây nhiễm nhiều hơn so với trước đây.
Tỷ trọng khám chữa bệnh bảo hiểm y tế dành cho các dịch vụ chăm sóc SKSS còn thấp. Nhiều dịch vụ chăm sóc SKSS thiết yếu (chăm sóc trẻ sơ sinh bằng phương pháp Căng-gu-ru, chẩn đoán bệnh lây qua đường tình dục...) còn chưa sẵn có ở tuyến y tế cơ sở. Thêm nữa, người dân 3 địa phương này cũng vẫn còn gặp rủi ro tài chính khi sử dụng dịch vụ chăm sóc SKSS, có tới 13,6% hộ gia đình sẽ bị rơi vào bẫy nghèo nếu chi phí thêm cho dịch vụ chăm sóc SKSS. Quỹ dân số liên hợp quốc (UNFPA) đã nêu ra các vấn đề chủ yếu sau trong lĩnhvực sức khỏe sinh sản ở Việt Nam:
- Tỷ lệ tránh thai phổ biến cao (75%), trong đó đa số chị em phụ nữ sử dụng vòng tránh thai (IUDs) và các biện pháp tránh thai tự nhiên. Việc tiếp cận các biện pháp tránh thai hiện đại còn nhiều hạn chế. Tỷ lệ sử dụng biện pháp tránh thai hiện đại là 52.6%
- Không phải tất cả người dân Việt Nam đều dễ dàng tiếp cận các thông tin và dịch vụ về sức khỏe sinh sản. Vị thành niên, thanh niên chưa lập gia đình, và những người dân sống ở vùng sâu, vùng xa, đặc biệt đối mặt với những khó khăn trong việc tìm kiếm và tiếp cận các thông tin và dịch vụ sức khỏe sinh sản có chất lượng.
- Tỷ lệ phụ nữ ở độ tuổi sinh sản mắc các bệnh nhiễm khuẩn đường sinh sản (20%) và nhiễm khuẩn lây truyền qua đường tình dục cao (25%).
- Những đóng góp của y tế công đã góp phần làm giảm tỷ lệ tử vong mẹ và con, tuy nhiên tử vong mẹ vẫn còn ở mức cao (29.9/1000), đặc biệt ở miền trung cao nguyên và các tỉnh miền núi phía bắc.